# Pibulsongkram Rajabhat Stadium
Das Pibulsongkram Rajabhat Stadium (Thai สนามกีฬามหาวิทยาลัยราชภัฏพิบูลสงคราม) ist ein Mehrzweckstadion in Phitsanulok in der Provinz Phitsanulok, Thailand. Es wurde hauptsächlich für Fußballspiele genutzt und war das Heimstadion vom Viertligisten Phitsanulok FC. Das Stadion hat eine Kapazität von 3000 Personen. Eigentümer und Betreiber des Stadions ist die Rajabhat University.

## Nutzer des Stadions
| Verein         | Zeitraum der Nutzung |
| -------------- | -------------------- |
| Phitsanulok FC | 2007 bis 2008        |